# Bernard Thompson (cestista 1993)
James Bernard Thompson (Conyers, 18 gennaio 1993) è un cestista statunitense.